# Atropates
Atropates (altgriechisch Ἀτροπάτης, altpersisch Atarepata) war unter dem persischen Großkönig Dareios III. Satrap von Medien.
Als Alexander der Große 331 v. Chr. nach Mesopotamien vorstieß, hatte Atropates das Kommando sowohl über die medischen Truppen, als auch über Hilfskontingente der Kadusier, der Albaner und der Sakesiner inne, Völker, die nördlich von Medien im Gebiet des heutigen Aserbaidschan siedelten. In der Schlacht von Gaugamela erlitt die persische Armee eine entscheidende Niederlage gegen die Makedonier. Dennoch entschied sich Alexander nach dem Tod des Dareios, auf bewährte persische Führungskräfte beim Aufbau der Verwaltung zurückzugreifen, sehr zum Unwillen vieler seiner makedonischen Mitkämpfer. In diesem Zusammenhang wurde auch Atropates mit der Verwaltung der Satrapie Medien beauftragt. Anfang 324 v. Chr. brachte Atropates den von ihm überwundenen Usurpator Baryaxes nach Pasargadai zu Alexander, der Baryaxes hinrichten ließ. Im Rahmen von Alexanders makedonisch-persischer Verschmelzungspolitik wurde Atropates’ Tochter 324 v. Chr. in Susa mit Perdikkas vermählt.
Nach Alexanders Tod ging das südliche Medien um Ekbatana an den Satrapen Pheiton. Atropates blieb Satrap im nördlichen Medien. Er schaffte es, die Diadochenkriege zu überleben und konnte selbst eine unabhängige Machtstellung zwischen den rivalisierenden Großreichen behaupten. So entstand im Norden Mediens ein eigenes Reich, das nach ihm  Media Atropatene genannt wurde und das sich zwischen dem Urmia-See und dem Kaspischen Meer erstreckte, während das südliche Medien an das Seleukidenreich fiel. Von Atropatene leitet sich höchstwahrscheinlich der moderne Name Aserbaidschan ab.
Atropates war der Begründer einer eigenen Dynastie in Atropatene, die sich bis in die Zeit der römisch-parthischen Auseinandersetzungen über drei Jahrhunderte halten konnte und dabei mehr an ältere achämenidische als an hellenistische Traditionen anknüpfte.
Diodor überliefert die Schreibweise Atrapes. Wie lange Atropates regierte und wann er starb, ist nicht mehr genau festzustellen.